# 烏代布爾縣

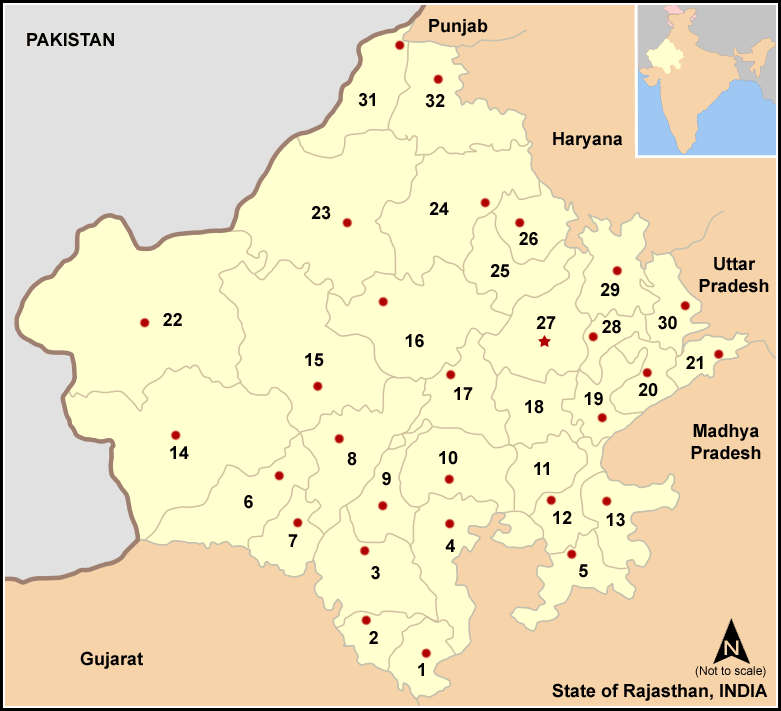

烏代布爾縣是印度的一個縣，位於該國西北部，由拉賈斯坦邦負責管轄，面積13,430平方公里，識字率為62.74%，2011年人口3,067,549人，人口密度每平方公里228人。

## 外部連結
- Udaipur district collectorate website

24°33′43″N 73°42′25″E / 24.56194°N 73.70694°E